# نلی کیم
نلی کیم (به روسی: Нелли Ким - Nellie Kim) ورزشکار زن رشتهٔ ژیمناستیک اهل کشور اتحاد جماهیر شوروی است. وی در بین سال‌های ‎۱۹۷۶ تا ۱۹۸۰ میلادی در مسابقات بازی‌های المپیک تابستانی در مجموع ۶ مدال، شامل ۵ مدال طلا و ۱ نقره را کسب کرد.